# Duk wspaniały
Duk wspaniały, duk (Pygathrix nemaeus) – barwny gatunek ssaka naczelnego z podrodziny gerez (Colobinae) w obrębie rodziny koczkodanowatych (Cercopithecidae). Nazwa „duk” pochodzi z języka wietnamskiego.

## Nazewnictwo
W polskiej literaturze zoologicznej gatunek P. nemaeus był oznaczany nazwą „duk”. W wydanej w 2015 roku przez Muzeum i Instytut Zoologii Polskiej Akademii Nauk publikacji „Polskie nazewnictwo ssaków świata” gatunkowi nadano nazwę „duk wspaniały”, rezerwując nazwę „duk” dla rodzaju tych małp.

## Zasięg występowania
Duk wspaniały występuje we wschodnio-środkowym i południowo-wschodnim Laosie, północnym i środkowym Wietnamie (ale w bardzo rozproszonych populacjach) oraz na niewielkim obszarze w północno-wschodniej Kambodży (Vœn Sai, prowincja Rôttanak Kiri). Stare zapisy z wyspy Hajnan wydają się być błędne.

## Taksonomia
Gatunek po raz pierwszy naukowo opisał w 1771 roku szwedzki przyrodnik Karol Linneusz nadając mu nazwę Simia nemaeus. Holotyp pochodził z Wietnamu.
Istnieje niewielki obszar gdzie występuje sympatryczność między P. nemaeus i P. cinerea w północnej części prowincji Quảng Nam w Wietnamie i północno-wschodniej Kambodży (Outtyeancheat Vireakchey), z pewnymi przypadkami krzyżowania. Autorzy Illustrated Checklist of the Mammals of the World uznają ten takson za gatunek monotypowy.

### Etymologia
- Pygathrix: gr. πυγη pugē „zad”; θριξ thrix, τριχος trikhos „włosy”[8].
- nemaeus: gr. νημα nēma, νηματος nēmatos „nić, przędza”[9]; łac. przyrostek -eus „zrobione z, o jakości”[10].

## Morfologia
Długość ciała (bez ogona) samic 49–57 cm, samców 55–63 cm, długość ogona samic 42–59 cm, samców 52–66 cm; masa ciała samic 6–8 kg, samców 8–11,6 kg. Ubarwienie jest zależne od podgatunku. Wspólną cechą wszystkich podgatunków jest szary grzbiet i biały ogon. Młode do 10 miesiąca życia cechują barwy jaśniejsze niż u dorosłych osobników.

## Ekologia
Duki są zwierzętami nadrzewnymi, prowadzą dzienny tryb życia. Przebywają w stadach złożonych zwykle z 4-15, a czasem 30-50 osobników. Wykazują wysoko rozwinięte zachowania socjalne, mają bogaty repertuar sygnałów wizualnych, dotykowych i głosowych. Pożywienie duków stanowią przede wszystkim młode liście, również owoce i kwiaty. Nie piją wody. Samice dojrzewają płciowo w wieku 4 lat, samce 4-5 lat. Ciąża trwa 165-190 dni. Samica rodzi jedno młode, porody bliźniacze należą do rzadkości. W niewoli notowano osobniki żyjące ponad 24 lata.

## Zagrożenia
Ludzie polują na duki wspaniałe dla mięsa i sportu. Podczas wojny wietnamskiej duki były ofiarami nalotów dywanowych. Czasami małpy te są poławiane i sprzedawane jako zwierzęta domowe, pomimo obowiązującego zakazu. Gatunek jest objęty konwencją waszyngtońską CITES (załącznik I). Poławiano je również jako zwierzęta doświadczalne do badań medycznych. Kolejne zagrożenie duków stanowi wycinka lasów.